# Onthophagus masumotoi
Onthophagus masumotoi é uma espécie de inseto do género Onthophagus, família Scarabaeidae, ordem Coleoptera.

## História
Foi descrita cientificamente por Ochi em 1985.